# 興中村
23°31′N 120°25′E / 23.517°N 120.417°E
興中村是台灣嘉義縣民雄鄉轄下的行政區，東鄰民雄鄉興南村，北接民雄鄉文隆村，西北邊鄰民雄鄉中央村，西南邊接民雄鄉山中村。南接民雄鄉福興村。

## 地理
興中村面積2.357597平方公里，行政區包含14個鄰，人口數為2,217人。主要聚落包括江厝店、江厝仔、義橋仔、劉竹仔腳、坔墘、客人庄。興中村內有興中國民小學、民興派出所、嘉南水利會興中工作站。

## 聚落歷史
興中村舊地名為江厝店，清朝時本村屬打貓南堡。江厝店、江厝仔等係粵潮人江姓先民拓殖聚成之村落，因而以江厝命名。光復後本村取「興」盛該「中」繼地位之意，改名「興中村」。
興中村在嘉義地區開發史曾是嘉義市（諸羅城）與民雄鄉（打貓庄）南北往來的重要中繼站；在通往嘉義市文化路之街上商店林立，有食堂、雜貨店和旅社，而有「小打貓街」之稱。 
本村因有鴨母坔大排經義橋仔南面橫貫劉竹仔脚，水源豐富，適於種植水稻，因此多數居民以農為業。
在頭橋工業區（興南村）於1973年設立後，江厝店之交通地位復活，街道的店家密集，擁有嘉義縣內具規模的黃昏市場。

## 教育
興中村轄內有嘉義縣立興中國民小學，小學創設於1916年（日治時期大正五年），時屬打貓公學校的江厝店分校，後來1920年獨立設校，校名為江厝店公學校，光復後改名為興中國小，是一所具有百年歷史的小學。

## 文化資源
- 廣安宮：位於江厝店12號，主神為三山國王，創立於1736年，鍾姓者名益善由中國大陸移往本地時，自廣東潮州府揭陽縣三山國王廟，分請獨山國王金身至本地奉祀[4]。金身原僅奉於鍾姓者家中祭拜，後來將神捐出做為公神給村民祭拜，之後由另一位鍾姓者名昆出錢建廟，名為廣安宮。感念鍾姓先民捐奉神像於廣安宮內供奉鍾姓先民長生牌位[5]廣安宮內另有五穀王神像，五穀王神像原有自己的廟宇名康阜宮，於1906年被震倒在廣安宮重建後被請入廣安宮內。廣安宮於1962年，由興中村村長主持廟宇重建，並由村民捐款，後為如今模樣。[6]
- 福東宮：位於義橋38之1號，主神為觀世音菩薩，相傳係劉姓先祖在廣東潮州府饒平縣老家之佛像，由劉姓先人隨同奉請來台，至今已經二百多年[4]。
- 豐厚宮：位於義橋仔的土地公廟，主祀福德正神，創立於1928年[4]。
- 玄靈宮：位於劉竹仔脚7之2號，主祀九天玄女，陪祀神明有觀世音菩薩、三山國王、王爺、中壇元帥、虎爺公、註生娘娘等，建於1988年[4]。

興中村內部有流傳宋江陣（牽摳），源於光復初期，為抵禦強盜土匪而由村長王猛組織的義民團，並在之後演變為牽摳傳於後世。

## 景點
興中村內景點劉家古樓，即為聞名全台的民雄鬼屋，位於義檢山墳場附近。劉家古樓主體建築建於1929年，為巴洛克風格的三層樓建築，紅磚砌牆，華麗典雅，後來劉家人遷出，致年久失修，處處荒煙蔓草。此地靈異傳說不斷，被媒體封為全台四大鬼屋之一。劉家古樓由劉容如所興建，門額嵌了「兄弟和樂」四字，其閣樓原為用以與客人飲酒吟詩。在劉家古樓荒廢之後，其內部的樓梯與床均被拆作為興中國小舊校舍的建材。